# Ultimate Collection
 Ikke at forveksle med The Ultimate Collection fra Michael Jackson.
Ultimate Collection er et opsamlingsalbum af Eurythmics som udkom den 8. november 2005. 
Ultimate Collection indeholder udover gamle numre to nye numre, "I've Got a Life" og "Was It Just Another Love Affair?".
Alle numrene er skrevet og indspillet af Annie Lennox og Dave Stewart, Aretha Franklin medvirker desuden også på et af numrene.

## Numre
- "I've Got a Life"
- "Love is a Stranger"
- "Sweet Dreams (Are Made of This)"
- "Who's That Girl?"
- "Right By Your Side"
- "Here Comes the Rain Again"
- "Would I Lie To You?"
- "There Must Be an Angel (Playing With My Heart)"
- "Sisters Are Doin' It for Themselves" (med Aretha Franklin)
- "It's Alright (Baby's Coming Back)"
- "When Tomorrow Comes"
- "Thorn in My Side"
- "The Miracle of Love"
- "Missionary Man"
- "You Have Placed a Chill in My Heart"
- "I Need a Man"
- "I Saved the World Today"
- "17 Again"
- "Was It Just Another Love Affair?"